# Willum Nielsen
Willum Nielsen (* 19. Jahrhundert; † 20. Jahrhundert) war ein dänischer Radrennfahrer.

## Sportliche Laufbahn
Nielsen war im Straßenradsport aktiv. Bei den ersten Straßenradsport-Weltmeisterschaften 1921 in Kopenhagen gewann er hinter Gunnar Sköld die Silbermedaille. Bei den Straßenradsport-Weltmeisterschaften 1923 wurde er 13. Die Straßenradsport-Weltmeisterschaften wurden bis 1926 nur für Amateure ausgetragen.
In der nationalen Meisterschaft im Straßenrennen wurde er 1918 Zweiter hinter Carl Mortensen und 1920 Dritter. 1918 wurde er Dritter im Einzelrennen bei den Nordischen Meisterschaften. Von 1922 bis 1924 war er Berufsfahrer.